# Eupithecia adspersata
Eupithecia adspersata là một loài bướm đêm trong họ Geometridae.